# Msungu Bay
Die Msungu Bay (in der deutschen Kolonialzeit Msungubucht genannt) ist eine Bucht im Distrikt Lindi der Region Lindi von Tansania.

## Geographie
Die Bucht wird von zwei Landzungen um die Mündung des Flusses Mbwemburu (früher: Mbemkuru) gebildet: im Norden der Ras Mbemkuru und im Süden der Ras Mawedi. Die Bucht selbst verfügt über einen Sandstrand und reicht bei einer Breite von vier Kilometern ca. einen Kilometer tief ins Landesinnere hinein.
Die Bucht war bereits zur deutschen Kolonialzeit bekannt, aber schon damals unbedeutend.
Die Siedlung Kijiweni liegt im Süden der Bucht.